# زيت المحاصيل
زيت المحاصيل أو مُركّزات زيت المحاصيل عبارة عن إضافات بترولية تُستخدم كمواد مساعدة لزيادة فعالية مبيدات الآفات في التطبيقات الزراعيّة.